# 萩坂拓也
萩坂 拓也（はぎさか たくや、1980年12月14日 - ）は、日本の実業家であり、GMO NIKKO株式会社取締役。初代『TRUE MARKETING』
編集長。長崎県佐世保市出身。

## 来歴
長崎県佐世保市出身。
2006年、株式会社スカウトに入社
2009年、株式会社イノベーターズに入社
2013年、株式会社イノベーターズの GMOアドパートナーズグループ入り
2020年、『TRUE MARKETING』編集長に就任
。
2021年、株式会社セブンアドの代表取締役に就任。（2023年退任）。
2022年、GMO NIKKO株式会社　取締役に就任。 

## 出演

### ラジオ
- 夢叶えるプロジェクト（2023年1月21日、TOKYO FM）[7]

- TOP CONNECT～3分でわかるビジネスモデル～（2023年10月19日、FM NORTH WAVE）[8]